# 名探偵シャーロック・ホームズ (テレビドラマ)
『名探偵シャーロック・ホームズ（原題：“Шерлок Холмс” Sherlok Kholms）』は、2011年から2013年にかけて ロシアのセントラル・パートナーシップ他で制作されたテレビドラマシリーズである。『新ロシア版ホームズ』『新ロシア版シャーロック・ホームズ』『現代ロシア版シャーロック・ホームズ』等とも呼ばれる。
アーサー・コナン・ドイルの小説『シャーロック・ホームズ』シリーズを翻案している。 イゴール・ペトレンコがシャーロック・ホームズ、アンドレイ・パニンがワトソンを演じる。
1シーズン全8話のエピソードが制作され、2013年11月にロシアで初めて放映された。日本では、2015年にAXNミステリーで字幕版のみ放映された（日本では未ソフト化）。

## ストーリー
舞台は19世紀末のロンドン。退役軍医ジョン・ワトソン（アンドレイ・パニン）は、従軍先のアフガニスタンから帰国して早々、馬車の事故現場に遭遇する。被害者を診ていると、これは事故ではなく殺人だと主張する奇妙な男が現れる。その男こそ、後に無二の友となる探偵シャーロック・ホームズ（イゴール・ペトレンコ）だった。
ロンドンでの住まいを探していたワトソンは、ホームズの勧めで彼も暮らすベーカー街の下宿に入居する。ひょんなことから犯罪捜査に巻き込まれるが、ワトソン自身も危険とスリルに満ちた冒険に心魅かれ始め、ホームズを積極的に守り助けるようになっていく。二人は ロンドン警視庁のレストレード警部らと協力しながら、暗黒街を牛耳る犯罪組織の首領モリアーティ教授、美貌の女山師アイリーン・アドラーなどの強敵に立ち向かう。
ワトソンには夢があった。開業医で生計を立てながら、作家となり名を挙げることである。試行錯誤の末、ワトソンは、ホームズが手がけた事件を題材に探偵小説を書き始める。主人公の探偵ホームズを、鹿撃ち帽にマント、パイプがトレードマークの超人的な紳士に仕立てた小説は評判を呼び、実像とかい離したまま彼の名声を高めていく。

## 本作の特徴
- 原作を大胆に解体し再構成した、予測不能のストーリー

オリジナル色の強い脚本に、ドイルが書いた原作（『緋色の研究』『黒ピーター』『四つの署名』『赤毛連盟』『最後の事件』『ブルースパーティントン設計書』他）を解体して取り出した事件や人物、台詞などのエッセンスが自由にちりばめられている。有名なエピソードを下敷きにしていても物語の結末が予測不能であり、元のトリックを知る人でも新鮮に楽しめる。逆に、作中の設定では、ワトソンが自ら体験した事件や出会った人々の情報の断片を繋ぎ合わせ、大衆受けする冒険物語として作り上げたことになっている。

- ダイナミックな演出、高揚感あふれるBGM

ガイ・リッチー監督による映画『シャーロック・ホームズ』、英国BBC制作のテレビシリーズ『SHERLOCK』といった近年のホームズ関連作品と同様、スピーディーなカット割りでテンポよく物語が展開される。モリアーティ一味との銃撃戦（第6話他）、原作とは趣きが異なるライヘンバッハの滝での死闘（第7話）など派手なアクションシーンも多い。さらに物語を盛り上げるのが、イギリスの作曲家ゲイリー・ミラーによる高揚感あふれるテーマ音楽である。

- 老練な主人公ワトソンと若々しく情熱的なホームズ

本作の主人公はワトソンである。物語はホームズではなくワトソンの視点を中心に進む。原作と違い、ワトソンは27歳のホームズより15歳年上の老練の医師であり、ホームズと親子のような信頼関係を築いている。対するホームズは、頭脳明晰さや行動力、豊富な犯罪知識は原作通りだが、眼鏡をかけた書生のような風貌、恋に溺れる情熱的な性格、拳闘も射撃も苦手、パイプではなく煙草派、といった原作とはかけ離れた特徴を備えている。ホームズがアイリーンと繰り広げる激しい恋の行方は、重要なストーリーラインの一つである。

- リヴァーノフ版ホームズへのオマージュ

ロシアでは、80年代前半にレンフィルムが制作し ワシーリー・リヴァーノフがホームズを演じたテレビシリーズ『シャーロック・ホームズとワトソン博士』（通称：ロシア版ホームズ ）が有名であり、現在も広く愛されている。本作にもこの名作へ敬意を捧げている場面がいくつか登場する。例えば、第1話では、リヴァーノフ版の第1話と同様、出会ったばかりのホームズとワトソンがボクシングで対決する。

## 制作
本作『名探偵シャーロック・ホームズ』は、ロシアでも人気が高いホームズ物の新しい映像作品として、2009年に制作が発表された。しかし、監督と俳優選びが難航したため、アンドレイ・カヴン監督の下で制作が始まったのが2011年9月、撮影終了が2012年5月、制作終了が同年10月と、完成まで長い年月を要した。

撮影は サンクトペテルブルク及び近郊の通りにヴィクトリア朝ロンドンの撮影セットを組み、161日間をかけて行われた。霧や石畳の道、様々な看板を含む自然な景観を作り出すのにコンピューターグラフィックも使われている。

監督は「ペテルブルクは、ロシアの中で最も欧州的な都市だと思う。なぜなら欧州建築様式、特にイギリスの建築様式が使われているから。古いロンドンと多くの共通点がある。」「現在のロンドンの街並みで撮影するのは不可能だ。」と述べている。

制作にあたり、監督は「ホームズとワトソンは過去にも映像化され、現在も、これからも映像化されていくキャラクターだろう。ハムレットのようだといっても過言ではない。だが、制作者は思い切って独自の新しいものを試みるべきだ。」と述べている。

ワトソン医師を演じるアンドレイ・パニンは2013年3月6日に急逝し、本作は彼の遺作の1つとなった。ワトソンの台詞の95％は現場で録音したパニン自身の声を使用しているが、残りは他の俳優が吹き替えている。

## ホームズとワトソンの役作り
真っ先に配役が決まったのは、主人公ワトソン役の第一候補だったパニンである。「並外れて感性の鋭い俳優」で、自身も監督経験があるパニンは、カヴン監督の意図を正確に理解し、キャスティングなどにも積極的に参加した。後に、監督は「プロジェクトの大部分はパニンのおかげで成り立っている」と述懐している。

続いてペトレンコがホームズ役の第一候補に挙がった。ペトレンコは、この重要な役で俳優としての印象が左右されることを心配し、また自分がホームズのイメージではないと考えて一旦は断った。しかし別作品の撮影が突然中止になり、監督の説得を受けてテストに参加することになった。監督によると、当初パニンもこの配役に反対していたが、テストで考えを変えたという。「君（監督）がどうしたいのか分かってきた気がする。」「（うまくいかないと思うが）もしうまい具合に事が運んだらさぞ面白くなるだろう。」やがて撮影が終わる頃には「彼（ペトレンコ）とだったからうまくいったんだ。」と話すようになっていた。

もちろん役作りは初めから順調だったわけではない。ペトレンコとパニンは役柄さながら二人三脚で、本作独自のホームズ＆ワトソン像を築いた。撮影開始当時、ペトレンコは役柄がつかめず不安を感じていた。パニンは「イゴール、君は燃えればいい。私が支えるから。」と励まし、ステレオタイプから脱却して自由に演技をするよう促した。試行錯誤の中で、ロンドンの街を生き生きと駆け回るホームズと、彼に振り回されながらも手綱を引き締めるワトソンのキャラクターが確立されていった。ペトレンコは「パニンからパートナーとしての力強い支えを感じていた。彼が受け止めてくれるとわかっていたから手探りでパスを送ることができた。」と感謝し、「パニンのような演技の名人と仕事ができたことは幸いだった。彼のもとで僕は多くを学んだ。僕の学校だったんだよ。」と振り返っている。

## 主要な登場人物
ジョン・ワトソン
演 - アンドレイ・パニン
本作の主人公。元陸軍軍医。退役後はロンドンで開業医兼作家になるという夢をかなえる。
ロンドン大学卒業後、ネットリーの陸軍病院で研修を受ける。1878年陸軍軍医になり、カンダハルのフュージリア連隊に配属。第2次アフガニスタン戦争に従軍。マイワンドの激戦で負傷しイスラム教徒の捕虜となるが、奇跡的に逃亡に成功した。だが、外傷の後遺症と発作の連続で衰弱し、イギリスに送還された。ロンドン到着後すぐに事件現場でホームズに出会う。
年齢設定は42歳前後。人生経験を積んでおり、伝統を重んじる真面目で保守的な性格。反面、ホームズを助けるためなら法律を破ることもいとわない。ボクシングが得意で射撃の名手。常に前面に立って犯罪者と戦う。しかし戦争によるPTSDで突然めまいに襲われ、戦闘不能に陥ることがある。女性に対しては親切で紳士的に振る舞うが、恋愛は奥手気味。大家のハドソン夫人に思いを寄せるが告白できずにいる。
ホームズ役のペトレンコによると「知識人で、礼儀正しくて、教養があって、魅力的」で「広い心を持ち正義を愛している」人物。
毎回冒頭でワトソンの日記の内容が、自身の語りで披露される。イラストも堪能。ホームズについての記述が多い。第2話では、ワトソンの戦地での過去や人間関係が深く掘り下げられ、軍人としての矜持が描かれる。
シャーロック・ホームズ
演 - イゴール・ペトレンコ
ワトソンの親友で、隣の部屋に住んでいる27歳の私立探偵。
観察力が鋭く頭脳明晰。物事を自由な視点から見て理論的に考え、真実を導き出す。犯罪に関する知識が豊富。当時主流であった帝国主義的な考え方に疑問を呈している（第2話）。感傷を嫌うが、アイリーン・アドラーとの恋に溺れる情熱家の一面もある。行動力に富んでいるが喧嘩は強くない。ボクシングをワトソンに習っている。銃は持っていない。ワトソンの著作に対しては迷惑だと感じている。
容姿は原作の紳士のイメージからほど遠い。曇った眼鏡をかけて服装にも気を配らず、常に落ち着きがない。パイプではなく煙草（シガレット）派。部屋は散らかし放題で、蜘蛛やゴキブリを飼っている。考え事をする時はヴァイオリンで雑音をかき鳴らすが、実は見事な演奏もできる（第8話）。
カヴン監督はホームズのキャラクターを「変わっていて神経衰弱」と設定した。その特徴的な仕草には、作中に登場する蜘蛛やゴキブリ、子犬の動きが取り入れられている。
フィッツパトリック・レストレード警部
演 - ミハイル・ボヤルスキー
ロンドン警視庁の警部。黒い帽子と長い灰色のコートがトレードマーク。
部下のトレイシーやヒッギスらを従えて事件現場に現れる。短気で手が早いため、主に部下が被害に遭っている。ホームズが警察の捜査に介入してくることは疎ましく思っているが、適切な助言には耳を傾ける度量の広さもある。推理の能力は高くないものの、市民の安全な暮らしを守り、犯罪者を逮捕する仕事に誇りを持って取り組んでいる。
演じるボヤルスキーによると、レストレードとは「武骨者で、権力と女王と法律を愛している」が「イギリスで暮らす以上、完全なる武骨者にはなり得ない」人物である。
警察官による犯罪がメインストーリーとなる第6話では、レストレードの意外な過去や警官としてのプライド、部下に対する思いが語られる。権威には弱いが、悪事に手を染めることを拒む高潔さも描かれている。また、ワトソンの著作の中での扱いに不満を持っていることも分かる。
ハドソン夫人
演 –インゲボルガ・ダクネイト
ホームズとワトソンが暮らす下宿の女主人。原作とは異なり、若く美しい女性として描かれる。ワトソンに思いを寄せられるが、当人もワトソンのことを憎からず思っている。ホームズに対しては、生活態度に文句を言いながらも絶大な信頼を寄せ、ホームズが逮捕された時はワトソンの方を叱りつけた。料理上手。占星術に凝っている。
アイリーン・アドラー
演 - リャンカ・グルィウ
美貌の女山師。ホームズとはパリで出会い情熱的な恋に落ちるが、ホームズを油断させた隙に同行者に盗みを働き逃亡（第7話）。ロンドンで再びホームズの前に姿を現すが…。
モリアーティ教授
演 - アレクセイ・ゴルブノーフ
犯罪組織の首領。正体は謎に包まれている。ロンドンで起こる様々な犯罪の糸を操っている「あらゆる悪の権化」。容姿に特徴があり、その特徴によって、視聴者は彼の各事件への係わりを知ることができる。
編集者
演 - アレクサンドル・アダバシャン
ストランド・マガジンのワトソンの担当編集者。ワトソンが書いた小説にあれこれ注文をつけながら、プロの作家として育てる。
マイクロフト・ホームズ
ホームズの兄。レストレード警部から「大臣」（詳細な役職は不明）と呼ばれており、政府絡みの事件の捜査を弟に依頼する「永遠に記憶される人物」（第1話）。登場場面の大半は後ろ姿である。

## エピソード
| No. | タイトル                                                                     | 監督               | 脚本                                      | 放映日         |
| --- | ---------------------------------------------------------------------------- | ------------------ | ----------------------------------------- | -------------- |
| 1 | "ベーカー街221B (Бейкер Стрит 221Б/221B Baker Street)"                       | アンドレイ・カヴン | オレグ・ポゴージン レオニード・ポロフニャ | 2013年11月18日 |
| 元陸軍軍医のワトソンは第二次アフガン戦争の負傷のせいでイギリスに送還され、ロンドンに到着したばかり。偶然居合わせた事故現場で、警察の捜査に勝手に介入してくる男と出会う。その奇妙な若い男は、私立探偵のシャーロック・ホームズと名乗り、ワトソンにベーカー街221Bの下宿を紹介した。早速入居したワトソンは、隣の部屋から怪しい男が出てくるのを見かけ、こっそり後を尾け始める。 元ネタは『黒ピーター』、『犯人は二人』、『緋色の研究』。 |                                                                              |                    |                                           |                |
| 2 | "石 ハサミ 紙 (Камень, Ножницы, Бумага/Rock, Scissors, Paper)"               | アンドレイ・カヴン | オレグ・ポゴージン                        | 2013年11月19日 |
| ワトソンの戦友ピーター・スモールが、ワトソンの診察室を訪れて間もなく死亡した。ホームズは、スモールを殺した犯人を捜す一方で、ロンドンを騒がす強盗御者団との関係を探り始める。ホームズと共にスモールの娘を訪ねたワトソンは、同じく戦友のショルトー大尉に再会する。謎を解く手がかりは、スモールの娘が持っていたある「紙」にあった。 元ネタは『四つの署名』、『フランシス・カーファックス姫の失踪』。 |                                                                              |                    |                                           |                |
| 3 | "道化師 (паяцы/Clowns)"                                                      | アンドレイ・カヴン | レオニード・ポロフニャ                    | 2013年11月20日 |
| 新婚夫婦を記念撮影していた写真師が爆弾によって殺された。アイリーン・アドラーから盗まれたある物が関係しているとにらんだホームズはそれを取り返すが、ほどなくアイリーンが危機に陥ったことが分かる。彼女を助けるため、ホームズは脅迫状の指示に従い、国家間の陰謀に関与していく。 元ネタは『ブルースパーティントン設計書』、『ボヘミアの醜聞』。 |                                                                              |                    |                                           |                |
| 4 | "マルブレー卿の愛人 (Любовницы лорда Маулбрея/The Mistress of Lord Maulbré)" | アンドレイ・カヴン | レオニード・ポロフニャ                    | 2013年11月21日 |
| エリザベス・ベーカーという若い女性が、連続殺人事件の犠牲者になる前に助けてほしいと訪ねてくる。ホームズとワトソンは見事犯人を捕まえ、犯人は絞首刑を言い渡される。だがホームズはハドソン夫人の一言でこの事件に裏があると気づき、すぐにベーカー嬢を訪ねる。ベーカー邸では異変が起こっており、最近亡くなったマルブレー卿の名刺が落ちていた。 |                                                                              |                    |                                           |                |
| 5 | "マスグレーヴ家の儀式 (Обряд дома Месгрейвов/The Musgrave Ritual)"           | アンドレイ・カヴン | レオニード・ポロフニャ                    | 2013年11月25日 |
| ホームズの旧友レジナルド・マスグレーヴが訪ねてくる。レジナルドは、彼の家に代々伝わる財産継承の儀式に怯えきっていた。彼の父は、彼が5歳の時に同じ儀式で斬殺されたのだ。ホームズとワトソンはマスグレーヴ城に行って調査を進めることにする。 元ネタは『マスグレーヴ家の儀式』。儀式が原作にほぼ忠実に再現されている。『空家の怪事件』のモラン大佐の話題が出てくる。 |                                                                              |                    |                                           |                |
| 6 | "裏切り (Халифах/Halifax)"                                                   | アンドレイ・カヴン | レオニード・ポロフニャ                    | 2013年11月26日 |
| バックリーという男が国立銀行で大金を金塊と交換するが、銀行を出た途端に警官隊に逮捕され、「ハリファックス」という言葉を残して殺害されてしまう。その頃ワトソンが書いた探偵小説がクロニクル紙に掲載され、ホームズは一躍有名人になる。その評判を知りやって来た赤毛の男ウィルソンは“赤毛連盟”の仕事を突然失ったと相談してくる。 大筋は『赤毛連盟』であり『三人ガリデブ』もモチーフのひとつ。ロシア語の原題は『ハリファックス』。 |                                                                              |                    |                                           |                |
| 7 | "ホームズ最後の事件 (Последнее дело Холмса/Holmes's Last Case)"              | アンドレイ・カヴン | レオニード・ポロフニャ                    | 2013年11月27日 |
| ブラシェール伯爵邸のクリスマス・パーティで伯爵の友人が変死を遂げ、ホームズとワトソンは捜査のために呼び出される。ホームズは現場に残されたある物からアイリーン・アドラーのSOSのサインを読み取る。そしてアイリーンがドイツ大使館に歌手として呼ばれていることを知り、ワトソンと共に招待客に成りすまして潜り込む。 元ネタは『最後の事件』。劇中のホームズの台詞に「人間の頭脳は小さな空っぽの屋根裏部屋である」（『緋色の研究』）が出てくる。 |                                                                              |                    |                                           |                |
| 8 | "バスカヴィルの犬 (Собака Баскервилей/The Baskerville Hound)"                | アンドレイ・カヴン | レオニード・ポロフニャ                    | 2013年11月28日 |
| ライヘンバッハの滝での事件から3年後、作家として成功したワトソンは、平穏だが退屈な暮らしを送っていた。ある朝ワトソンの元にヴァイオレットという若い女性が訪ねて来て、恋人の変死事件の調査を依頼する。そこへレストレード警部とシャーロックの兄マイクロフトも訪れ、同じ事件の捜査のためにワトソンを強引に連れ出す。マイクロフトは、殺された青年は紛失した機密書類に係わっており、その書類は3日以内に取り戻す必要があると言う。 大筋は『ブルースパーティントン設計書』であり『緑柱石の宝冠』もモチーフのひとつ。タイトルの理由（『バスカヴィル家の犬』）は意外な所で明かされる。 |                                                                              |                    |                                           |                |